# طوران

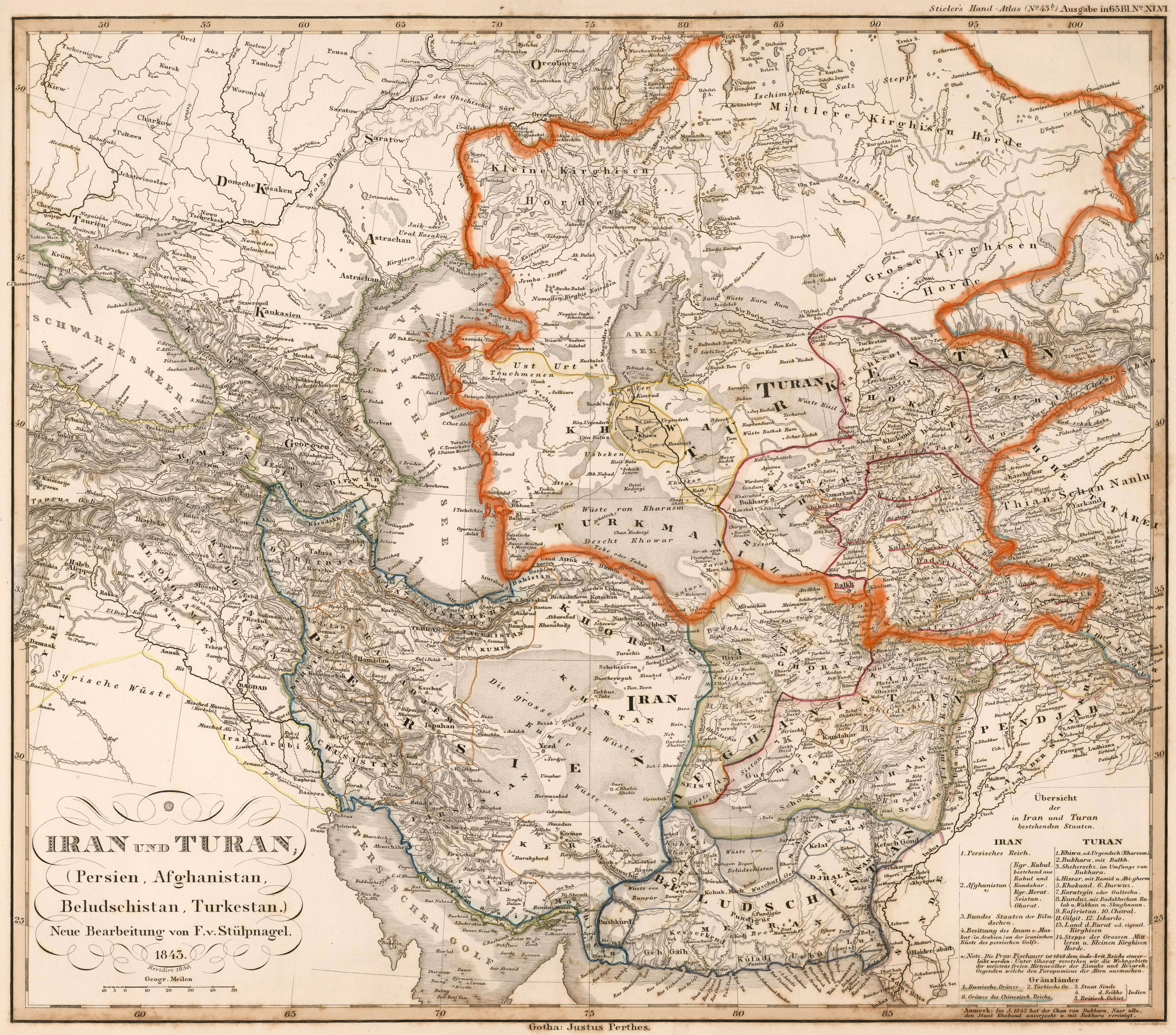
"خريطة ألمانية لإيران وتوران" مؤرخة عام 1850 (خلال عهد أسرة قاجار) ، يشار إلى إقليم توران بخط برتقالي. يظهر اسم «توران» شرق بحر آرال.
وفقًا للأسطورة (أسفل يمين الخريطة) ، تشمل توران مناطق أوزبكستان اليوم وكازاخستان والأجزاء الشمالية من أفغانستان وباكستان. تتوافق هذه المنطقة تقريبًا مع ما يسمى اليوم بآسيا الوسطى.
قائمة المناطق المذكورة في الخريطة كجزء من توران هي ما يلي: 1. خوارزم 2. بخارى وبلخ 3. شهرسبز (بالقرب من بخارى) 4. حيصور 5. قوقند 6. دورواز 7. كاراتيجين 8. قندوز 9. كافريستان 10. شيترال 11 غلغت 12. سكردو 13.14. السهوب الشمالية (كازاخستان).

طوران (بالأفستية: Tūiriiānəm، بالفارسية: توران) (بلاد الطور) مصطلح إيراني الأصل يشير إلى المنطقة التاريخية في آسيا الوسطى  وقد يشير إلى مستوطنة بشرية في عصر ما قبل التاريخ أو منطقة جغرافية تاريخية أو ثقافة. كان الطورانيون الأصليون قبيلة إيرانية من عصر أفستان.